# Coprosma waima
Coprosma waima is een plantensoort uit de sterbladigenfamilie (Rubiaceae). Het is een rechtopstaande en weinig vertakte struik die een groeihoogte bereikt tussen 1 en 2 meter. De struik heeft paren grote leerachtige bladeren die direct aan de stam vastzitten. Deze donkergroene tot geelgroene glanzende bladeren zijn 5 tot 18 centimeter lang. De oranjekleurige vrucht groeit geclusterd op korte stelen.
De soort komt voor op het Noordereiland in Nieuw-Zeeland. Hij groeit daar op rotswanden en kliffen die begroeid zijn met nevelwouden.